# Macrostylis polaris
Macrostylis polaris là một loài chân đều trong họ Macrostylidae. Loài này được Malyutina & Kussakin miêu tả khoa học năm 1996.